# Exposición colonial

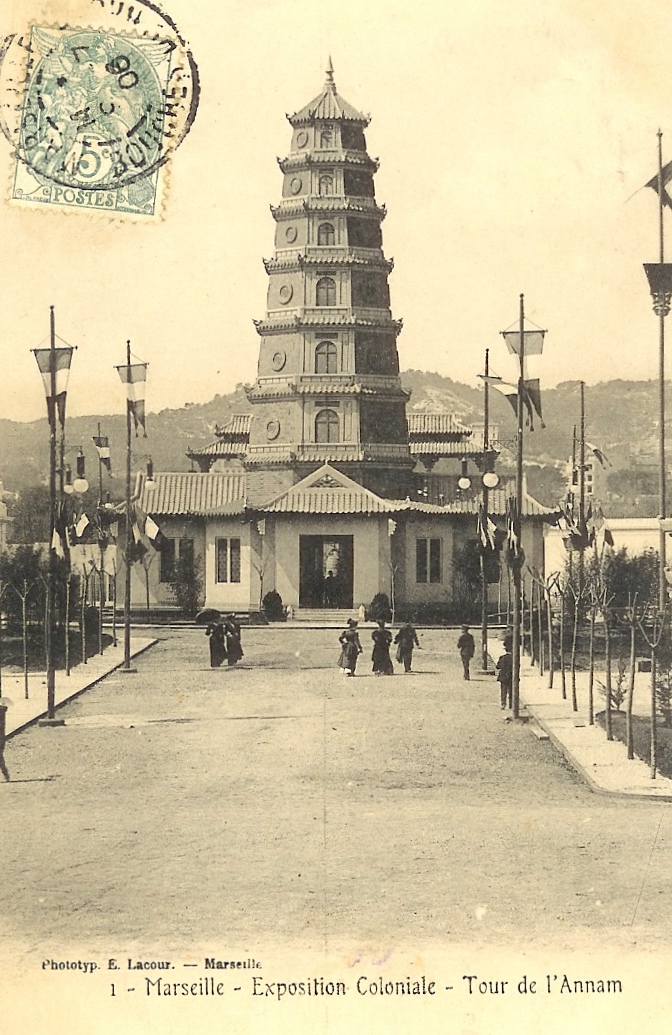
Torre de Annam en 1906

Las exposiciones coloniales se organizaban en el siglo XIX y en la primera mitad del siglo XX en los países europeos. Tenían por objeto mostrar a los habitantes de la Metrópolis las distintas facetas de las colonias. Las exposiciones coloniales daban lugar a reconstrucciones espectaculares del medio ambiente natural y monumentos de África, de Asia o de Oceanía. La puesta en escena de habitantes de las colonias, a menudo desplazados a la fuerza desde sus lugares de origen, les otorgará más tarde la calificación de Zoológicos Humanos.

## Lista de las exposiciones coloniales
Entre las exposiciones que se realizaron en diversas partes del mundo:

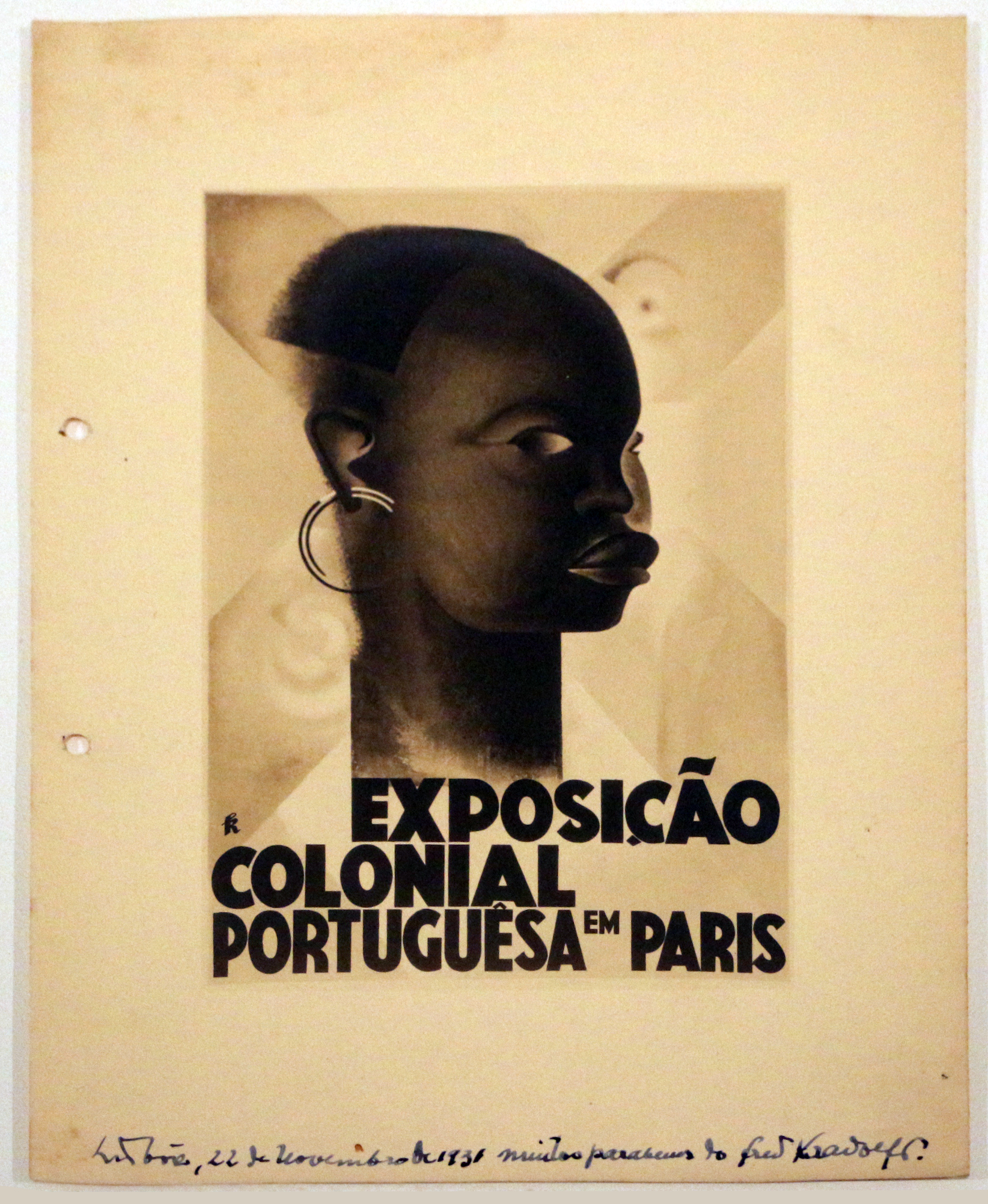
Exposición colonial Paris 1931

- Intercolonial Exhibition of Australasia (1866)
- Intercolonial Exhibition (1870)
- Intercolonial Exhibition (1875)
- Intercolonial Exhibition (1876)
- Internationale Koloniale en Uitvoerhandel Tentoonstelling (1883)
- Colonial and Indian Exhibition (1886)
- Exposition internationale et coloniale (1894)
- Exposição Insular e Colonial Portuguesa (1894)
- Indo China Exposition Française et Internationale (1902)
- United States, Colonial and International Exposition (1902)
- Del 15 de abril al 15 de noviembre de 1906: Marsella. Primera exposición colonial nunca realizada en Francia. Se inició y dirigido por Jules Roux. Atrajo a 1.800.000 visitantes venidos a visitar una cincuentena de palacios y pabellones.
- Exposition coloniale (1907): La exposición colonial de París se celebra en el Jardín Tropical de Paris en el Bosque de Vincennes. 2 millones de visitantes se aglomerarán delante de las reconstrucciones de los poblados de las colonias.
- Franco-British Exhibition (1908)
- Koloniale Tentoonstelling (1914)
- International Exhibition of Rubber and Other Tropical Products (1921)
- Festival of Empire (1911)
- Exposition nationale coloniale De abril a noviembre de 1922: Marsella.
- British Empire Exhibition (1924)
- Exposition internationale coloniale, maritime et d'art flamand (1930)
- Exposition coloniale internationale con la apertura el 6 de mayo de 1931, en Puerta de Vincennes, acogerá 34 millones de visitantes y durará 6 meses.
- Exposição Colonial Portuguesa (1934)
- Empire Exhibition (1936)
- Empire Exhibition, Scotland (1938)
- Deutsche Kolonial Ausstellung (1939)
- Exposição do Mundo Português (1940)
- Foire coloniale (1948)